# أليكسي جريوال
أليكسي جريوال (بالإنجليزية: Alexi Grewal)‏ مواليد 8 سبتمبر 1960 في كولورادو، الولايات المتحدة، هو دراج أمريكي سابق في صنف سباق الدراجات على الطريق. سبق أن شارك في دورة الألعاب الأولمبية الصيفية وفاز بميدالية أولمبية.

## الميداليات
| الميدالية | المسابقة                       |
| --------- | ------------------------------ |
| ذهبية     | الألعاب الأولمبية الصيفية 1984 |

## روابط خارجية
- أليكسي جريوال على موقع أرشيف الدراجات (الإنجليزية)
- أليكسي جريوال على موقع إحصائيات الدراجات الإحترافية (الإنجليزية)
- أليكسي جريوال على موقع CycleBase (الإنجليزية)
- أليكسي جريوال على موقع أوليمبيديا (الإنجليزية)
- أليكسي جريوال  على موقع SportsReference  - سبورتس رفرنس